# Rangers Football Club 2019-2020
Questa voce raccoglie le informazioni riguardanti il Rangers Football Club nelle competizioni ufficiali della stagione 2019-2020.

## Stagione
- In Scottish Premiership i Rangers si classificano al secondo posto (67 punti, in media 2,31 a partita), dietro al Celtic e davanti al Motherwell.
- In Scottish Cup sono eliminati ai quarti di finale dagli Hearts (1-0).
- In Scottish League Cup perdono la finale contro il Celtic (0-1).
- In Europa League raggiungono la fase a gironi, dopo aver eliminato i gibilterrini del St Joseph's nel primo turno preliminare (10-0), i lussemburghesi del Progrès Niedercorn nel secondo turno preliminare (2-0), i danesi del Midtjylland nel terzo turno preliminare (7-3) e i polacchi del Legia Varsavia nel turno di spareggi (1-0). Inseriti nel gruppo G con Feyenoord, Porto e Young Boys, si classificano al secondo posto con 9 punti e accedono alla fase finale, dove superano i sedicesimi di finale contro il Braga (4-2 complessivo) poi vengono eliminati agli ottavi dal Bayer Leverkusen (1-4 complessivo).

## Maglie e sponsor
| Casa | Trasferta | Terza divisa |

## Rosa
| N. |                             | Ruolo | Calciatore                 |
| -- | --------------------------- | ----- | -------------------------- |
| 1  | Scozia (bandiera)           | P     | Allan McGregor             |
| 2  | Inghilterra (bandiera)      | D     | James Tavernier (capitano) |
| 4  | Inghilterra (bandiera)      | D     | George Edmundson           |
| 5  | Svezia (bandiera)           | D     | Filip Helander             |
| 6  | Inghilterra (bandiera)      | D     | Connor Goldson             |
| 7  | Romania (bandiera)          | C     | Ianis Hagi                 |
| 8  | Scozia (bandiera)           | C     | Ryan Jack                  |
| 9  | Inghilterra (bandiera)      | A     | Jermain Defoe              |
| 10 | Irlanda del Nord (bandiera) | C     | Steven Davis               |
| 11 | Inghilterra (bandiera)      | C     | Sheyi Ojo                  |
| 13 | Inghilterra (bandiera)      | P     | Wes Foderingham            |
| 14 | Inghilterra (bandiera)      | A     | Ryan Kent                  |
| 15 | Inghilterra (bandiera)      | D     | Jon Flanagan               |
| 16 | Scozia (bandiera)           | C     | Andy Halliday              |
| 17 | Nigeria (bandiera)          | C     | Joe Aribo                  |
| 18 | Finlandia (bandiera)        | C     | Glen Kamara                |

| N. |                             | Ruolo | Calciatore       |
| -- | --------------------------- | ----- | ---------------- |
| 19 | Croazia (bandiera)          | D     | Nikola Katić     |
| 20 | Colombia (bandiera)         | A     | Alfredo Morelos  |
| 21 | Inghilterra (bandiera)      | A     | Brandon Barker   |
| 22 | Irlanda del Nord (bandiera) | C     | Jordan Jones     |
| 23 | Albania (bandiera)          | A     | Florian Kamberi  |
| 24 | Scozia (bandiera)           | A     | Greg Stewart     |
| 25 | Stati Uniti (bandiera)      | D     | Matt Polster     |
| 26 | Inghilterra (bandiera)      | P     | Andy Firth       |
| 29 | Galles (bandiera)           | C     | Andy King        |
| 31 | Croazia (bandiera)          | D     | Borna Barišić    |
| 32 | Scozia (bandiera)           | A     | Jake Hastie      |
| 37 | Canada (bandiera)           | C     | Scott Arfield    |
| 63 | Scozia (bandiera)           | D     | Nathan Patterson |
| 64 | Scozia (bandiera)           | A     | Josh McPake      |
| 70 | Scozia (bandiera)           | C     | Kai Kennedy      |